# 우송공업대학
우송공업대학(又松工業大學, Woosong Technical College)은 대전광역시 동구에 있었던 대한민국의 전문대학이었다. 2009년 3월 1일자로 우송대학교에 통폐합되어, 현재 우송대학교 서캠퍼스로 부지가 사용되고 있다.

## 연혁
- 1963년 : 대전농업고등전문학교 개교
- 1970년 : 대전실업고등전문학교로 교명 변경
- 1974년 : 대전실업전문학교로 교명 변경
- 1979년 : 중경공업전문대학으로 개편
- 1998년 : 우송공업대학으로 교명 변경
- 2009년 : 우송대학교와 통합으로 인해 폐교

## 교육편제
우송공업대학이 폐교하기 전, 1998년 기준으로 제공했던 전문학사 학위 과정 일람이다.
| - 기계과 - 기계설계과 - 열냉동관리과 - 전자과 - 전자계산기과 | - 공업경영과 - 토목과 - 건축과 - 건축설비과 - 소방안전관리과 | - 환경공업과 - 식품공업과 - 공업디자인과 - 무역사무자동화과 - 전자계산과 | - 세무회계과 - 무역사무자동화과 - 식품영양과 - 유아교육과 |

## 같이 보기
- 우송정보대학